# A Natural Disaster
Albums de Anathema
Resonance 2
(2002) Hindsight
(2008)
A Natural Disaster est le septième album du groupe anglais de metal alternatif Anathema, publié le 3 novembre 2003, par Music for Nations.

## Liste des chansons
Toute la musique est composée par Anathema.
| No  | Titre                                | Durée |
| --- | ------------------------------------ | ----- |
| 1.  | Harmonium                            | 5:28  |
| 2.  | Balance                              | 3:58  |
| 3.  | Closer                               | 6:20  |
| 4.  | Are You There?                       | 4:59  |
| 5.  | Childhood Dream                      | 2:10  |
| 6.  | Pulled Under at 2000 Metres a Second | 5:23  |
| 7.  | A Natural Disaster                   | 6:27  |
| 8.  | Flying                               | 5:57  |
| 9.  | Electricity                          | 3:51  |
| 10. | Violence                             | 10:45 |